# ЛАЗ Е291
ЕлектроЛАЗ-291 (або ЛАЗ Е291)  — 17-метровий зчленований пробний тролейбус виробництва Львівського автобусного заводу, було випущено усього лиш одну модель такого варіанту на початку 2006 році, яку забрали у Київ. Цей тролейбус був присутній на урочистому відкритті маршруту №44 у Києві, пізніше його було передано до Курінівського депо № 4 та присвоєно нехарактерний для Києва номер 3500. Цей тролейбус з пасажирами не працював та на ходу ніколи не був, тому протягом 2006—2008 років він був застосований як тролейбус-донор для зламаних тролейбусів (зазвичай, це були ЕлектроЛАЗ-301); з нього було знято: передні фари; бампер; частину передка; обидва склоочисники; бокове скло та задні двері (у тягача). Проте, номінально, така модель легко могла бути на ходу, у листопаді 2008 року тролейбус було відправлено назад до Львова для розробки нових моделей такого типу, проте наразі моделей типу ЛАЗ Е291 немає.
Цікаві факти стосовно моделі:
- тролейбусові було присвоєно номер 5600 (а номери у Київських депо починаються з X000 де 1 цифра це номер депо всього депо 4 ).
- двигун «Електротяжмаш» теж було знято, як і багато зовнішніх деталей.

Технічні характеристики моделі ЛАЗ Е291:
| Модифікація                         | ЛАЗ Е291                                                          |
| Призначення                         | міський тролейбус                                                 |
| Екземпляри                          | 1                                                                 |
| Вироблявся у, р                     | 2006                                                              |
| Нинішній статус                     | тролейбус для розбору та задля запчастин, був повернений на завод |
| Використовувався у                  | Київ, депо № 4                                                    |
| Тамтешній номер                     | 5600                                                              |
| Габаритні розміри, мм               | 17000-2500-3450                                                   |
| Висота підлоги над рівнем землі, см | 35                                                                |
| Формула дверей                      | 2—2—2—2                                                           |
| Підвіска                            | Пневматична, залежна, важільна                                    |
| Сидячих місць, шт                   | ?                                                                 |
| Матеріал гармошки                   | алюміній, гофр                                                    |
| Повна місткість, чол                | 120—150                                                           |
| Споряджена маса, кг                 | 18500                                                             |
| Повна маса, кг                      | 30000                                                             |
| Максимальна швидкість, км/год       | 75                                                                |

Див.також:
- ЕлектроЛАЗ-301
- ЛАЗ А292